# Westlothiana
Westlothiana es un género extinto de tetrápodo emparentado con los anfibios, aunque también posee características que lo aproximan a los reptiles, con cierto parecido físico a los lagartos. Vivió hace unos 335 millones de años durante la última parte de la época del Viseense en el período Carbonífero. Es conocido a partir de una única especie, Westlothiana lizziae. El espécimen tipo fue descubierto en East Kirkton Quarry, en Bathgate, Escocia, en 1984. La anatomía de Westlothiana tiene una mezcla de características tanto de los laberintodontes como de reptiles, y en principio se le consideró como el primer reptil. Muchos científicos lo situaron entre los Reptiliomorpha, que es un grupo hermano de los primeros amniotas.

## Características
Esta especie probablemente vivía cerca de un lago de agua dulce, donde cazaría a criaturas menores que habitaban en ese hábitat. Era un animal delgado, con patas relativamente pequeñas y una cola larga. Junto con Casineria, otro fósil transicional hallado en Escocia, es uno de los más pequeños reptiliomorfos conocidos, midiendo apenas unos 20 centímetros de largo en su adultez. El reducido tamaño lo hizo un fósil clave en la búsqueda de los amniotas más primitivos, ya que se cree que los huevos amnióticos evolucionaron en animales muy pequeños. Los rasgos avanzados que lo vinculan más con los reptiles que con los anfibios incluyen los huesos del tobillo sin fusionar, la carencia del repliegue laberintodonte de la dentina, la ausencia de la muesca ótica y un cráneo generalmente pequeño.
Ruta & al. (2003) interpretaron que el largo cuerpo y las patas pequeñas eran posibles adaptaciones para excavar, similares a las vistas en los actuales escincos.

## Filogenia

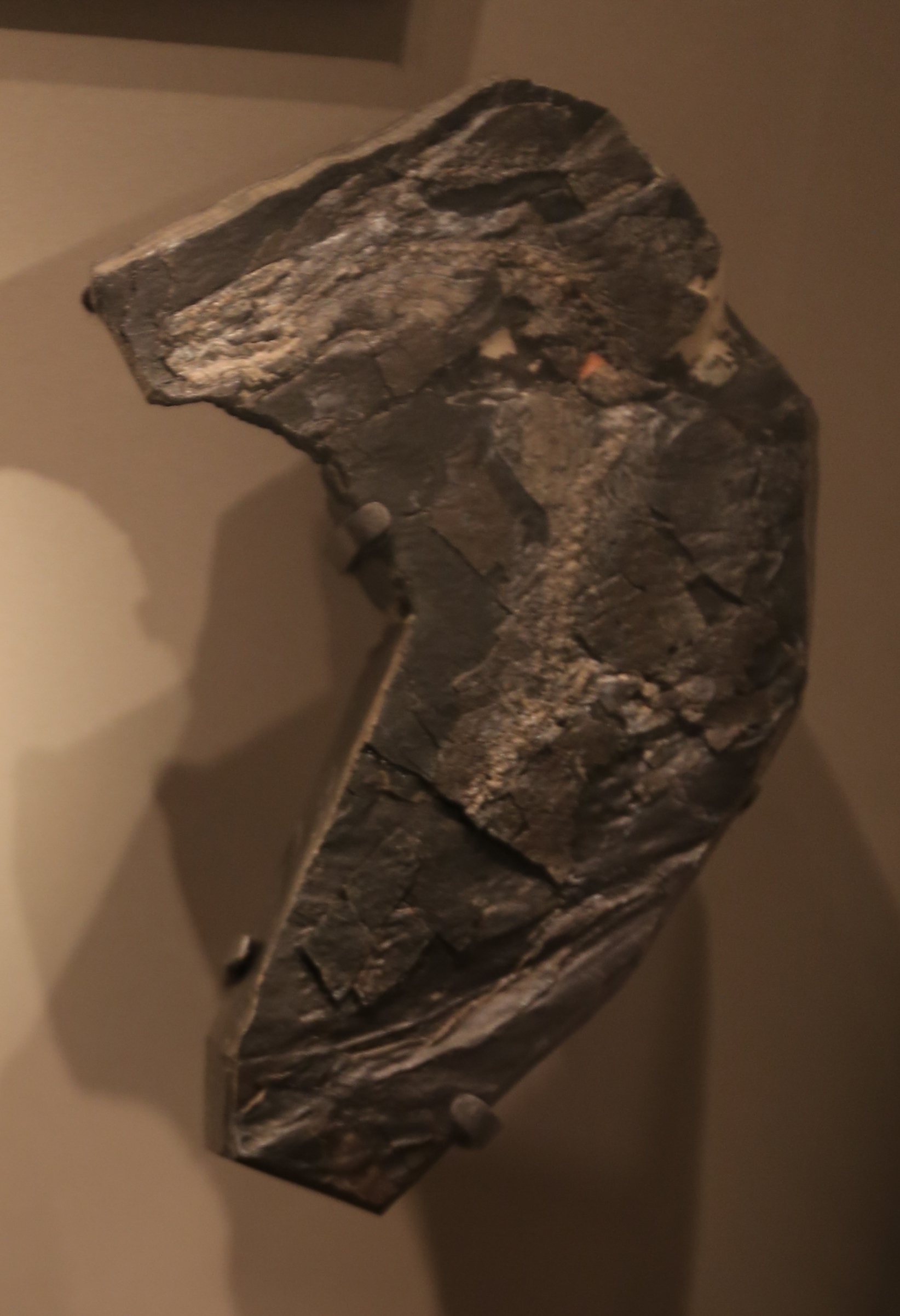
Fósil tipo de Westlothiana.

La clasificación filogenética de Westlothiana ha variado desde ser un amniota basal (es decir, un "reptil" primitivo) hasta un lepospóndilo basal, en un análisis en el cual los lespospóndilos se derivan de Reptiliomorpha. La verdadera posición filogenética de Westlothiania es incierta, lo que refleja tanto la naturaleza fragmentaria del hallazgo como la incertidumbre que refleja la filogenia de los laberintodontes en general.

## Etimología
Westlothiana fue encontrado en el condado de West Lothian en Escocia, al que debe su nombre de género. Cuando fue hallado por el buscador profesional de fósiles Stan Wood, a esta criatura se le dio el apodo de "el lagarto Lizzy". Esta denominación fue eventualmente latinizada y se convirtió en el nombre de la especie, lizziae.